# Geräuschspannung
Eine Geräuschspannung wird meistens als summarischer Geräuschpegel in dB ausgedrückt, der durch systembedingte elektrische und akustische Störquellen eines Übertragungssystems für akustische Signale erzeugt wird.
Die Messung der Geräuschspannung erfolgt über ein Bewertungsfilter, das der Frequenzabhängigkeit der Ohrempfindlichkeit angepasst ist (siehe Kurven gleicher Lautstärkepegel) und sich je nach Übertragungssystem (etwa Rundfunk oder Telefon) unterscheidet.
Zur Bildung des Geräuschspannungsabstands wird die Geräuschspannung zur Nutzspannung (Nutzsignal) des Übertragungssystems in Verhältnis gesetzt.